# NGC 7828
NGC 7828 је прстенаста галаксија у сазвежђу Кит која се налази на NGC листи објеката дубоког неба.
Деклинација објекта је - 13° 24' 57" а ректасцензија 0h 6m 27,1s. Привидна величина (магнитуда) објекта NGC 7828 износи 13,9 а фотографска магнитуда 14,9. NGC 7828 је још познат и под ознакама MCG -2-1-25, VV 272, ARP 144, IRAS 00038-1341, PGC 483.